# 直通縣
直通縣（克倫語：Doo The Htoo）為緬甸孟邦轄下的縣，其區域面積為5,157.1平方公里，2014年人口822,172人。該縣下辖2個鎮區。直通為該縣之首府。

## 行政区划
直通縣下辖2鎮區：
- 直通镇区（Thaton Township）
- 榜镇区（Paung Township）